# Iran Polymer and Petrochemical Institute
Iran Polymer and Petrochemical Institute (IPPI) är en utbildningsinstitution i Iran inriktad på polymerteknik och etablerad 1986.